# دیوید هاتون (بازیکن بسکتبال)
دیوید هاتون (انگلیسی: David Haughton؛ زادهٔ ۱ اوت ۱۹۹۱) بازیکن بسکتبال اهل ایالات متحده آمریکا است.